# کلا بوکینی
کُلا بوکینی (انگلیسی: Kola Bokinni؛ زادهٔ ۵ اوت ۱۹۹۲) بازیگر اهل بریتانیا است.
از فیلم‌ها یا مجموعه‌های تلویزیونی که وی در آن‌ها نقش داشته‌است، می‌توان به تد لاسو و مردان علیه آتش اشاره نمود.